# Thomas Henry Mahy
Pour les articles homonymes, voir Mahy.
Thomas Henry Mahy, né le 5 octobre 1862 et mort le 21 avril 1936 à Guernesey, est un écrivain de langue guernesiaise.

## Œuvres
- Dires et Pensées du Courtil Poussin (1922)